# Heinrich Gottfried Philipp Gengler

Gottfried Gengler

Heinrich Gottfried Philipp Gengler (* 25. Juli 1817 in Bamberg; † 28. November 1901 in Erlangen) war ein deutscher Rechtshistoriker in Erlangen. Er war einer der wenigen Gelehrten, die zusammenfassende Werke zur bayerischen Rechtsgeschichte versucht haben.

## Leben
Gengler studierte an der Hessischen Ludwigs-Universität Gießen Philologie. 1841 wurde er zum Dr. phil. promoviert.
An der Julius-Maximilians-Universität Würzburg und der Ruprecht-Karls-Universität Heidelberg studierte er Rechtswissenschaft. An der Friedrich-Alexander-Universität Erlangen wurde er 1842 zum Dr. iur. promoviert. Unter dem Eindruck von Carl Joseph Anton Mittermaier habilitierte er sich 1843 in Erlangen. 1847 wurde er außerordentlicher und 1851 ordentlicher Professor für Deutsches Recht. Seine Lebensaufgabe fand er in der Erforschung des deutschen Stadtrechts. Als religiöser Liberaler wandte er sich dem Altkatholizismus zu. Sein Sohn war der Arzt und Ornithologe Josef Gengler.

## Ehrungen
- Geheimrat (1893)
- Dr. phil. h. c. der Universität Erlangen (1897)

## Schriften
- Deutsche Rechtsgeschichte im Grundrisse. Palm, Erlangen 1849 (544 Seiten, online).
- Schwabenspiegels Landrechtsbuch. Theodor Blaesing, Erlangen 1853 (292 Seiten).
- Das Hofrecht des Bischofs Burchard von Worms. Erlangen 1859.
- Ueber Aeneas Sylvius in seiner Bedeutung für die deutsche Rechtsgeschichte. Junge, Erlangen 1860 (106 Seiten, online).
- Regesten und Urkunden zur Verfassungs- und Rechtsgeschichte der deutschen Städte im Mittelalter. Erster Band, 993 Seiten. Enke, Erlangen 1863 (993 Seiten, online, Zusätze, Berichtigungen, Register).
- Deutsche Stadtrechte des Mittelalters – theils verzeichnet, theils vollständig oder in Probeauszügen mitgetheilt. Neue Ausgabe, Nürnberg 1866 (Digitalisat, Register).